# Шипицын, Михаил Дмитриевич
Михаил Дмитриевич Шипицын (2 сентября 1920, Вятский уезд, Вятская губерния — 9 января 2008, Москва) — участник Великой Отечественной войны, Герой Советского Союза (1945). Лётчик 43-го гвардейского штурмового авиационного полка 230-й штурмовой авиационной дивизии 4-й воздушной армии. Старший лейтенант.

## Биография
Михаил Шипицын родился 2 сентября 1920 года в деревне Шипицы в семье крестьянина. В 1923 году семья переехала жить в посёлок Малый Исток Свердловской области. Окончив сельскую школу с похвальной грамотой, уехал в Свердловск. Здесь окончил неполную среднюю школу и 1-й курс техникума торгового ученичества. Работал продавцом в универмаге города Свердловска. Без отрыва от работы окончил свердловский аэроклуб имени Серова.
В 1939 году был призван в Красную Армию. По путёвке комсомольской организации был направлен в Пермскую военно-авиационную школу пилотов. Молодому авиатору не удалось полностью закончить учёбу: началась война с Финляндией, и в 1940 году курсанты были выпущены из школы досрочно с правом летать на самолётах Р-5.
Однако на этот раз в боях Шипицыну участвовать не пришлось. Он был направлен не на фронт, а в Одесский военный округ. Здесь, под Кишинёвом, встретил начало Великой Отечественной войны в должности лётчика корректировочной эскадрильи.
22 июня после внезапного налёта вражеской авиации на аэродром почти все наши самолёты были сожжены. Лётчики, оставшиеся без машин, не сидели сложа руки. Они рыли окопы, устанавливали посты наблюдения, помогали эвакуировать предприятия, население.
Свой фронтовой путь Шипицын начал лётчиком в эскадрилье связи при штабе Юго-Западного фронта. На биплане По-2 молодой пилот доставлял приказы из штаба, переправлял особо срочные донесения, летал на разведку прорвавшихся немецких танковых и механизированных колонн, летал к партизанам. К середине 1942 года на «небесном тихоходе» Шипицын совершил 433 боевых вылета.
Летом 1942 года освоил штурмовик Ил-2, прибыл для прохождения службы в 43-й гвардейский штурмовой авиационный полк 230-й штурмовой авиационной дивизии 4-й воздушной армии, с ним прошёл до конца войны. Боевое крещение как лётчик-штурмовик Шипицын получил в боях за освобождение Кубани и Таманского полуострова.
27 июня 1944 года после штурмовки немецких батарей в районе Жуково самолёт Шипицына был атакован двумя истребителями FW-190. Умелым маневрированием и огнём стрелка были отбиты две атаки и сбит один самолёт. К тому времени Шипицына уже знали как опытного лётчика, который действует не только мужественно, но и умело, хладнокровно, его имя не раз упоминается во фронтовой печати.
Указом Президиума Верховного Совета СССР от 18 августа 1945 года за «образцовое выполнение заданий командования и проявленные мужество и героизм» в боях с немецко-фашистскими захватчиками гвардии лейтенанту Михаилу Шипицыну было присвоено звание Героя Советского Союза с вручением ордена Ленина и медали «Золотая Звезда» за номером 8026.
В 1948 окончил Краснодарскую высшую офицерскую школу штурманов ВВС. С 1958 полковник Шипицын — в запасе. Работал в аэроклубе ДОСААФ в Узбекистане. Затем долгое время жил и работал в Киеве. Последние годы жил в городе-герое Москве. Скончался 9 января 2008 года. Похоронен в Москве на Троекуровском кладбище.

## Память

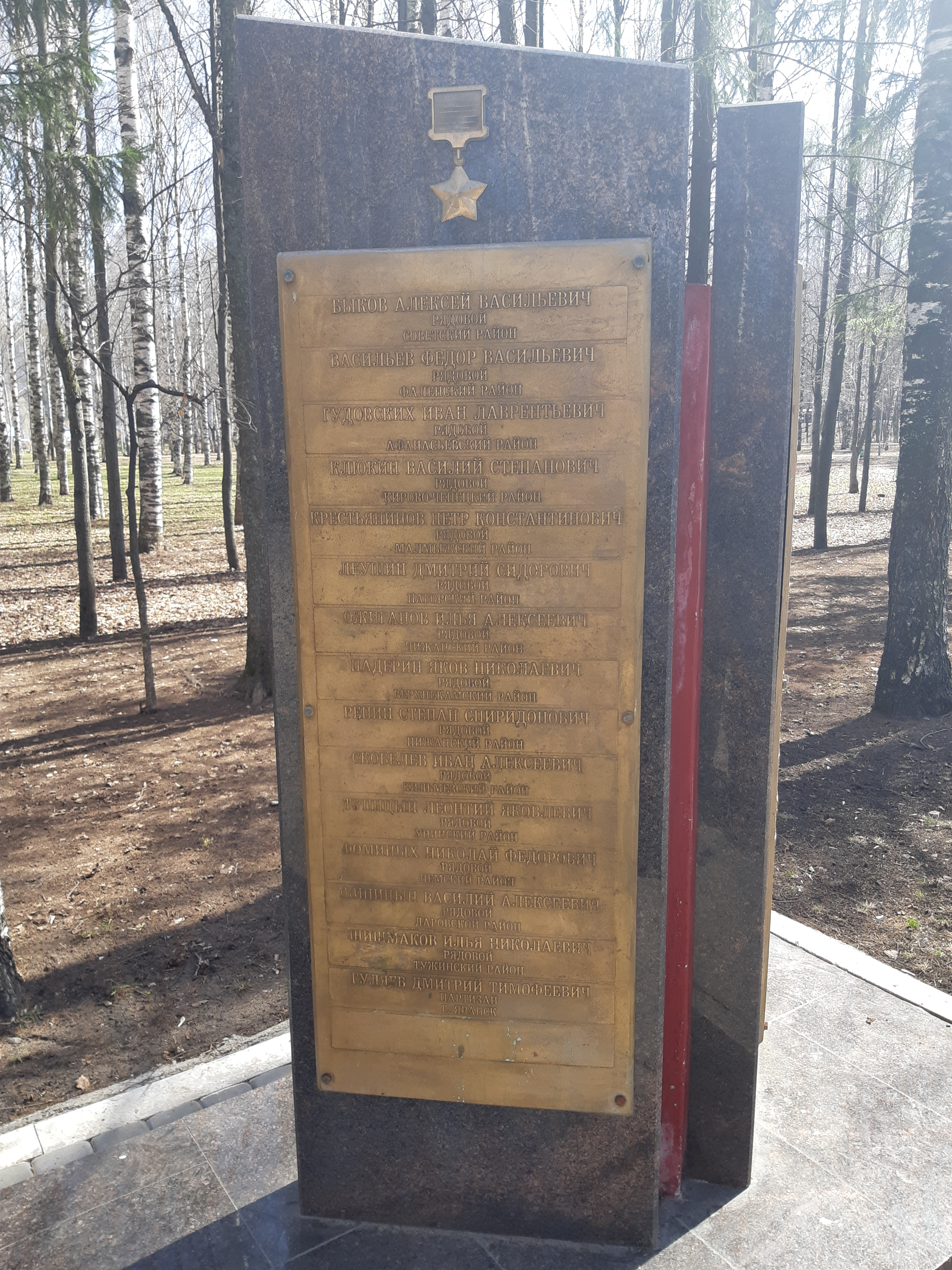
Имя Героя на гранитной стелле в парке Победы в Кирове.

- Его имя на гранитной стелле в парке Победы в Кирове.

- Имя Героя высечено золотыми буквами в зале Славы Центрального музея Великой Отечественной войны в Парке Победы города Москвы.

- На могиле установлен надгробный памятник.

## Комментарии
1. ↑  Деревня Шипицы[1], относившаяся в 1920-е годы к Вятской волости Вятского уезда, в последующем входила в состав Сапожнятского сельсовета Кировского района, затем — Бобинского сельсовета Слободского района Кировской области; упразднена 13.1.1988[2].